# HMS Havock (1893)
HMS Havock was een torpedobootjager van de Havock-klasse. Het kreeg maar een zusterschip, de HMS Hornet. Beide schepen werden gebouwd op de scheepswerf van Yarrow & Company. De HMS Havock was een van de eerste torpedobootjagers besteld door de Britse marine en kwam als eerste als zodanig in de vaart. De jagers waren een antwoord op de Franse torpedoboten van de Normand-klasse.

## Beschrijving
De HMS Havock was een lang schip van ongeveer 56 meter en met een waterverplaatsing van maximaal 280 ton. Haar belangrijkste kenmerken waren een hoge topsnelheid van 27 knopen of zo’n 50 km/u en grote wendbaarheid. Deze hoge snelheid was alleen mogelijk door nauwelijks bepantsering toe te passen. De bewapening bestond uit een 12-ponder kanon op de boeg en drie snelvuurkanonnen met een kaliber van zes pond. Deze stonden opgesteld aan beide zijkanten en op de achterzijde van het schip. Het kreeg drie torpedobuizen van 18-inch (450mm) waarvan een op de boeg en twee in een draaibare lanceerinrichting. Hiermee was de jager zelf ook in staat aanvallen op grote vijandige oorlogsschepen uit te voeren. Later werd de buis op de boeg verwijderd omdat het zeer onder het weer en water had te lijden en het schip sneller voer dan de gelanceerde torpedo.

## In dienst
De HMS Havock kwam in 1893 in dienst en was vooral gestationeerd rond de Britse eilanden. In 1899-1900 kreeg met nieuwe stoomketels. Dit was van buiten zichtbaar door de komst van een derde schoorsteen. De HMS Havock werd op 14 mei 1912 verkocht en gesloopt.

## HMS Hornet
De HMS Hornet werd gelijk besteld en op dezelfde scheepswerf gebouwd. Het kreeg dezelfde voorstuwing als de HMS Havock, maar wel een ander type stoomketel. Dit had ook tot gevolg dat het vier schoorstenen kreeg. De bouw duurde langer en de jager kwam pas in juli 1894 in dienst. Tijdens de proefvaarten werd een gemiddelde snelheid bereikt van 27,6 knopen gedurende een drie uur durende test. Net als de HMS Havock bleef de HMS Hornet dicht bij de Britse eilanden op een korte tijd na in de Middellandse Zee. In februari 1909 verkeerde het schip in slechte staat en werd besloten het te slopen.

## Naslagwerken
- (en)  British Destroyers: From Earliest Days to the Second World War van Norman Friedman. Uitgever: Seaforth Publishing, Barnsley, UK, 2009, ISBN 978-1-84832-049-9
- (en)  The First Destroyers. Auteur: David Lyon. Uitgever: Caxton Editions, Londen, 1999 en 2001, ISBN 1-84067-364-8
- (en)  The British Destroyer. Auteur: T.D. Manning. Uitgever: Putnam, Londen, 1961.
- (en)  British Destroyers 1892-1918. Auteur: Jim Crossley. Uitgever: Osprey Publishing, 2009.